# Амадор-Сити
Амадор-Сити (ранее Amadore’s Creek и South Amador) — город в округе Амадор, штат Калифорния, США.

## История
В 1848 году Хосе Мария Амадор вместе с несколькими коренными американцами организовал успешный лагерь по добыче золота вблизи нынешнего Амадор-Сити.

## География
Общая площадь города 0,813 км².
В двух милях по шоссе SR-49 расположен город Саттер-Крик.

## Демография
По состоянию на 2010 год по данным переписи населения США численность населения составляла 185 человек. Плотность населения 227,7 человек на квадратный км. Расовый состав: 92,4 % белые, 1,1 % азиаты, 2,2 % коренных американцев, 1,1 % другие расы, 3,2 % потомки двух и более рас.
По переписи 2000 года в городе проживало 196 человек.
По состоянию на 2000 год медианный доход на одно домашнее хозяйство в городе составлял $45625, доход на семью $39861. У мужчин средний доход $30313, а у женщин $16250. Средний доход на душу населения $17963. 14 % семей или 22,9 % населения находились ниже порога бедности, в том числе 42,5 % молодёжи младше 18 лет.